# Río de Cedrillas
El río de Cedrillas es un curso fluvial de la cuenca hidrográfica del Mijares considerado desde 1955 el primer tramo de este río. Desagua las vertientes orientales y sudorientales de las sierras de las Molatillas y del Chaparral, así como la vertiente occidental de Cabezo Alto.
Atraviesa los términos municipales de El Castellar, Cedrillas, Formiche Alto, La Puebla de Valverde y Valbona.

## Curso
Nace al pie de la sierra del Chaparral entre los términos municipales de El Castellar y de Cedrillas, bajando hacia esta última localidad, donde recibe las aguas del barranco de la Hoz y gira hacia el sur formando un codo para entrar otra vez en el término municipal de El Castellar, donde recibe las aguas del barranco de Julilla. Atraviesa después el término municipal de Formiche Alto formando una hoz fluvio-kárstica hasta esta localidad, donde se ensancha un poco. Sale del término municipal de Formiche Alto haciendo de frontera entre los términos de La Puebla de Valverde y de Valbona y entrando en este último término donde que recibe las aguas del río de Valbona o de Alcalá.

## Hidronimia
El río de Cedrillas figura en muchos mapas modernos como río Mijares. Hasta mediados del siglo XX se consideraba que el río Mijares bajaba desde Alcalá de la Selva y que el río de Cedrillas era un tributario más corto que se reunía con este en el término municipal de Valbona. La construcción del embalse de Valbona en 1955 supuso que el curso de agua entre Alcalá de la Selva y el forcallo de Valbona, más largo que el río de Cedrillas, se denominara río de Alcalá desde Alcalá hasta Cabra de Mora y río de Valbona desde este pueblo hasta la confluencia en el embalse. Se reconsideró qué curso fluvial de los dos era el primero tramo del Mijares, pasando el convenio a ser el río de Cedrillas.